# Ramón Folch de Cardona

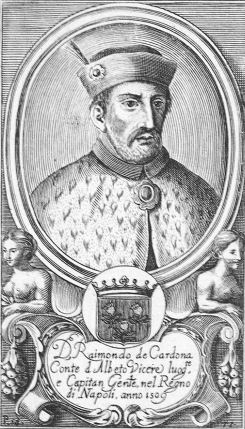
Ramón Folch de Cardona

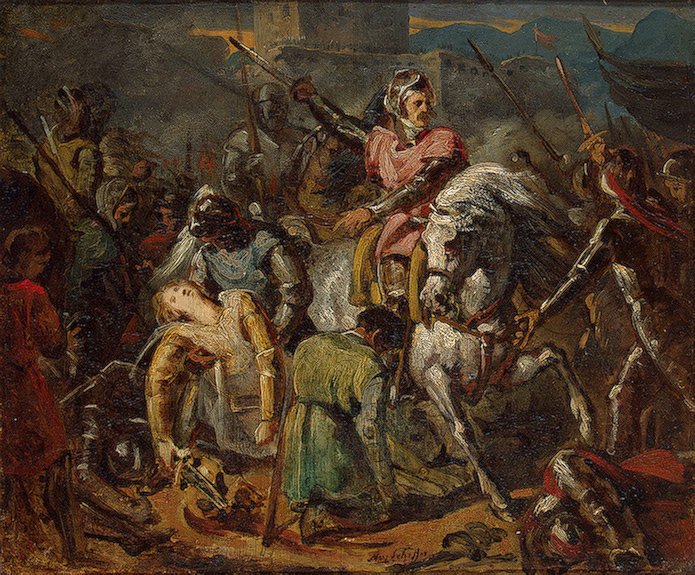
Tod des Gaston von Foix in der Schlacht bei Ravenna

Ramón Folch de Cardona-Anglesola (* 1467 in Bellpuig, Provinz Lleida; † 1522 in Neapel) aus dem katalanischen Adelshaus Folch de Cardona war Graf von Albento, 11. Baron von Bellpuig, sowie seit 12. Dezember 1502 1. Herzog von Soma und ein spanischer Heerführer und Politiker. Er nahm ehrenvoll im Admiralsrang bei jener spanischen Eskadron teil, die Mers-el-Kébir im Jahr 1505 während eines Feldzuges in Nordafrika eroberte.

## Leben
Von Ferdinand II. von Aragón, dem Katholischen, der mit Isabella I. von Kastilien verheiratet war und damit Spanien unter einer Krone vereinigte, erhielt Ramón Folch de Cardona eine Ernennung zum Vizekönig von Sizilien (1507–1509). Nach dem Tode Isabellas im Jahr 1504 schloss der König 1506 eine zweite Ehe mit Germaine de Foix, einer Nichte des französischen Königs Ludwig XII. Damit wurde auch das Königreich Neapel aragonischer Besitz und Ramón Folch de Cardona folgte dem Ruf seines Landesherrn nach Neapel, wo er wiederum als Vizekönig (1509–1522) seine Dienste für den König verrichtete. 
Ramón war in der Zeit der italienischen Kriege in diesem Amt und befehligte die spanischen Streitkräfte in Italien während der Kriege der Heiligen Liga von Cambrai und der Heiligen Liga gegen Frankreich, der sich sein König Ferdinand II. (als König in Neapel: Ferdinand III.) angeschlossen hatte.
1511 erhielt Ramón Folch de Cardona in der Heiligen Liga den Oberbefehl über die Truppen von Papst Julius II., der Republik Venedig, Spanien und Englands in der Absicht, den Expansionsbestrebungen Frankreichs in Norditalien Einhalt zu gebieten.
1512 wurde der Heerführer in die Emilia entsandt, um die Rebellion von Bologna gegen den Papst zu beenden. Er stieß aber auf französische Truppen und wurde in der Schlacht bei Ravenna, einer der blutigsten in der Renaissancezeit in Italien, von Gaston de Foix besiegt. Im selben Jahr belagerte der Vizekönig die Stadt Prato, die später von seinen Soldaten geplündert wurde.
Ramón Folch de Cardona kehrte im Jahr darauf mit einer neuen Armee in die Lombardei zurück und kämpfte erfolgreich in der Schlacht von La Motta. Er konnte jedoch die venezianische Armee nicht am Zusammenschluss mit den Franzosen anlässlich der Schlacht bei Marignano hindern.
Nach seinen Siegen 1513 in der Schlacht bei Novara und der Schlacht von La Motta erreichte Ramón Folch de Cardona mit seinen Truppen die Wiedereinsetzung der Medici in Florenz und vertrieb die Franzosen aus Norditalien, nachdem die Republik Venedig aus der Heiligen Liga in ein Bündnis mit Frankreich gewechselt war. Eine vom Spanier geführte Armee rückte auf Venedig vor und bombardierte die Stadt von der Lagune aus. 
Nach dem Tode von Papst Julius II. und dem Erscheinen eines starken französischen Heeres des Königs Franz I. zog sich Ramón Folch de Cardona mit seinen Leuten nach Neapel zurück.
Als Ferdinand II. gestorben war, behielt er unter dem habsburgischen Nachfolger Karl V. sein neapolitanisches Amt und wurde von ihm 1519 zum Großadmiral des Königreichs Neapel ernannt.

## Ehe und Nachkommen

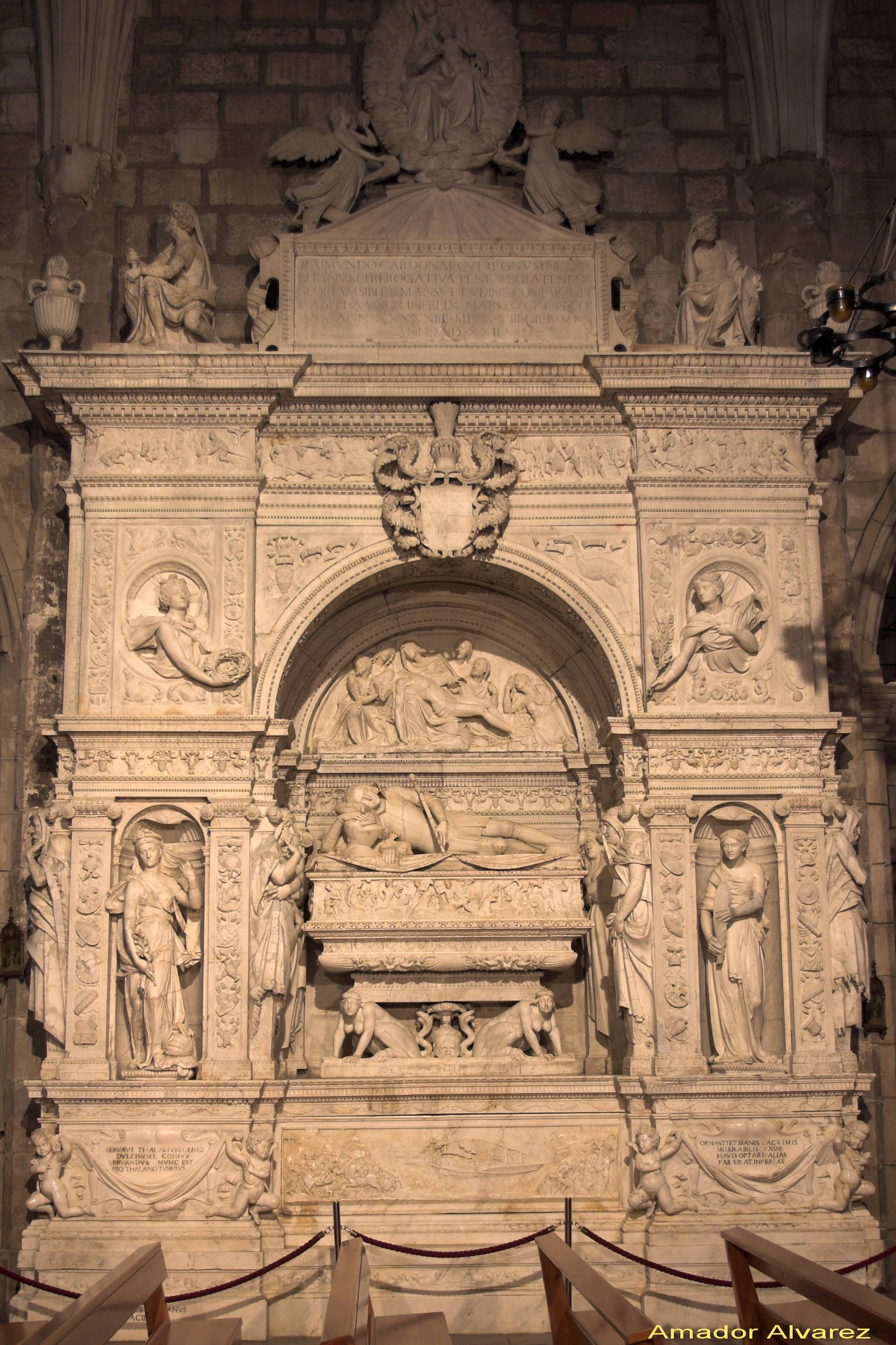
Grab von Ramón Folch de Cardona

Ramón Folch de Cardona vermählte sich mit Isabel Enríquez de Requesens, 2. condesa de Palamós, einer Tochter von Galcerán de Requesens, 1. conde de Palamós und der Beatriz Enriquez aus dem Haus der Grafen von Alba de Liste.
Die Hochzeit Ramón Folch de Cardonas mit Isabella de Requenses brachte ihm den Titel eines Landgrafen von Palamós, von Trivento und d’Avellino und eines Barons von Calonge ein.
Kinder:
- Fernando Folch de Cardona y Requesens, († 1571) 2. duque de Soma, 3. conde de Palamós, 2. conde de Oliveto, barón de Bellpuig, vermählt mit Beatriz Fernández de Córdoba 4. Duchessa di Sessa, Tochter des Luis Fernández de Córdoba, 4. Conde de Cabra, vizconde de Iznájar und der Elvira Fernández de Córdoba 2. Duchessa di Sessa, 2. Duchessa di Terranova, 2. Duchessa di Sant´Angelo, 2. Duchessa di Andria († 1524). Er war der Stammvater der späteren Herzöge von Soma.
- Castellana Folch de Cardona y Requesens, vermählt mit Fernando d´Aragona 1535 1. Herzog von Montalto († 1549). Dieser war ein außerehelicher Sohn des Königs Ferdinand I. von Neapel.

## Grabmal
Nach seinem Tod in Neapel wurde der Leichnam in ein Grabmal in seiner katalanischen Geburtsstadt Bellpuig überführt, das der italienische Bildhauer Giovanni da Nola schuf. Diese in Marmor ausgeführte Renaissancearbeit ist eine der bedeutendsten ihrer Art in Spanien.